# Лодрефан
Лодрефа́н (фр. Laudrefang) — коммуна во французском департаменте Мозель региона Лотарингия. Относится к кантону Фолькемон.	

## География
Лодрефан расположен в 34 км к востоку от Меца. Соседние коммуны: Лонжевиль-ле-Сент-Авольд на севере, Сент-Авольд на северо-востоке, Вальмон и Фольшвиллер на востоке, Тетен-сюр-Нье на юго-востоке, Понпьер на юге, Фолькемон на юго-западе, Креанж на юго-западе, Триттлен-Редлаш на западе, Бамбидерстроф на северо-западе.

## История
- Бывшая деревня аббатства Лонжевиль.

## Демография
По переписи 2008 года в коммуне проживало 370 человек.

## Достопримечательности
- Линия Мажино, небольшой бункер Лодрефан.
- Церковь 1884 года, в неоготическом стиле.